# Catalunya – Brasil (18-05-2002)
La selecció catalana de futbol disputà un partit amistós contra la selecció de Brasil el 18 de maig de 2002 al Camp Nou de Barcelona. Amb 96.700 espectadors a l'estadi, va suposar un rècord d'assistència en un partit de Catalunya, que va perdre per 3 gols a 1.

## Fitxa tècnica
| Catalunya       | 1 - 3           | Brasil                            |
| --------------- | --------------- | --------------------------------- |
| Luis García 63' | Mundo Deportivo | 20' 44' Ronaldinho · 75' Edmílson |

| Catalunya | Brasil |

| CATALUNYA:      |  |                     |    |     |
|                 |  |                     |    |     |
| PO              |  | Víctor Valdés       |    | 64' |
| DF              |  | Delfí Geli          |    | 72' |
| DF              |  | Quique Álvarez      |    |     |
| DF              |  | Dani Tortolero      |    |     |
| DF              |  | Alberto Lopo        |    |     |
| CC              |  | Roger Garcia        |    |     |
| CC              |  | Miguel Ángel Lozano | 3' | 64' |
| CC              |  | Alex Fernández      |    | 75' |
| DV              |  | Jordi Cruyff        |    | 76' |
| DV              |  | Luis García         |    | 64' |
| DV              |  | Raúl Tamudo (c)     |    | 46' |
| Banqueta:       |  |                     |    |     |
| PO              |  | Francesc Arnau      |    | 64' |
| DF              |  | Àngel Morales       |    | 72' |
| CC              |  | Albert Celades      |    | 64' |
| DV              |  | Òscar Garcia        |    | 46' |
| DV              |  | Albert Crusat       |    | 64' |
| DV              |  | Xavier Monteys      |    | 76' |
| Seleccionadors: |  |                     |    |     |
| Pitxi Alonso    |  |                     |    |     |

| BRASIL:             |  |                |  |     |
|                     |  |                |  |     |
| PO                  |  | Marcos         |  |     |
| DF                  |  | Cafú (c)       |  | 76' |
| DF                  |  | Edmílson       |  |     |
| DF                  |  | Roque Júnior   |  |     |
| DF                  |  | Júnior         |  |     |
| CC                  |  | Ânderson Polga |  |     |
| CC                  |  | Emerson        |  | 86' |
| CC                  |  | Kléberson      |  | 81' |
| DV                  |  | Ronaldo        |  | 68' |
| DV                  |  | Ronaldinho     |  | 68' |
| DV                  |  | Denílson       |  | 73' |
| Banqueta:           |  |                |  |     |
| DF                  |  | Belletti       |  | 76' |
| CC                  |  | Vampeta        |  | 86' |
| CC                  |  | Gilberto Silva |  | 81' |
| DV                  |  | Luizão         |  | 68' |
| DV                  |  | Juninho        |  | 68' |
| DV                  |  | Edílson        |  | 73' |
| Seleccionador:      |  |                |  |     |
| Luiz Felipe Scolari |  |                |  |     |